# 孔代库尔
孔代库尔（法語：Condécourt，法語發音：[kɔ̃dekuʁ] ⓘ）是法国法兰西岛大区瓦兹河谷省的一个市镇，属于蓬图瓦兹区。

## 地理
孔代库尔（49°2'34"N, 1°56'32"E）面积6.94 平方千米，位于法国法蘭西島大區瓦兹河谷省，该省份为法国北部内陆省份，北起瓦兹省，西接厄尔省，南至塞纳-圣但尼省、上塞纳省和伊夫林省，东临塞纳-马恩省。
与孔代库尔接壤的市镇（或旧市镇、城区）包括：隆盖斯、埃韦克蒙、蒙西扬河畔加永、欧贝特河畔泰桑库尔、默尼库尔、萨日。

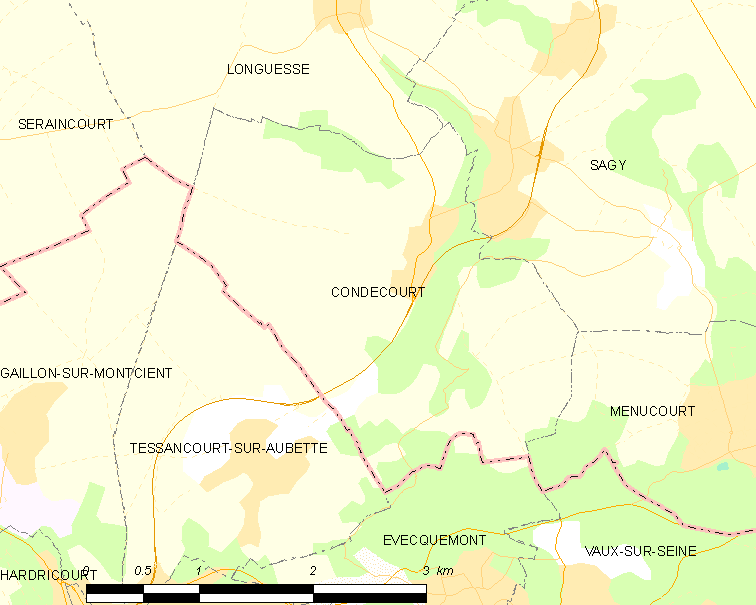
孔代库尔的OSM定位图

孔代库尔的时区为UTC+01:00、UTC+02:00（夏令时）。

## 行政
孔代库尔的邮政编码为95450，INSEE市镇编码为95170。

## 政治
孔代库尔所属的省级选区为沃雷阿勒县。

## 人口

1962-2008年间孔代库尔人口变化图示

孔代库尔于2022年1月1日时的人口数量为557人。